# 波內德拉
波內德拉是哥倫比亞的城鎮，位於該國西北部，由大西洋省負責管轄，距離首府巴蘭基亞40公里，始建於1743年11月23日，面積204平方公里，海拔高度15米，2005年人口18,430。

## 外部連結
- （西班牙文） Gobernacion del Atlantico - Ponedera
- （西班牙文） Ponedera official website

10°39′N 74°45′W / 10.650°N 74.750°W